# Arie de Jong (fægter)
Adrianus Egbert Willem Arie de Jong (født 21. juni 1882 i Hollandsk Ostindien, død 23. december 1966 i Haag) var en nederlandsk fægter, som deltog i flere olympiske lege i begyndelsen af 1900-tallet.
Han var første gang med ved de olympiske mellemlege 1906 i Athen, hvor han stillede op i fleuret, kårde og sabel. Det bedste resultat opnåede han i kårde, hvor han var med på holdet, der blev nummer fem.
Ved OL 1908 i London stillede han op i kårde og sabel, og det bedste resultat blev igen en femteplads i kårde for hold. I 1912 i Stockholm vandt han sine første to af i alt fem olympiske bronzemedaljer. De blev hentet i holdkonkurrencerne i henholdsvis kårde og sabel. I kårde gik Holland direkte i semifinalen, hvor det blev til sejre mod Storbritannien, Bøhmen og Danmark og dermed kvalifikation til finalerunden. Her blev det til to nederlag og en sejr, hvilket indbragte holdet bronzemedaljen. I sabel vandt hollænderne mod Danmark og tabte til Østrig i indledende pulje, sejre over Belgien og Storbritannien samt nederlag til Bøhmen i semifinalen, inden det i finalerunden blev til nederlag til Ungarn og Italien, mens sejren over Bøhmen betød, at holdet fik bronzemedaljerne. Individuelt blev de Jong i kårde nummer to i sin indledende pulje og i kvartfinalepuljen, men en tredjeplads i semifinalepuljen var netop ikke nok til at kvalificere til finalen, og han endte dermed på en delt niendeplads. I den individuelle fleuretkonkurrence vandt de Jong én kamp i indledende runde og var dermed ude af konkurrencen.
Ved OL 1920 i Antwerpen deltog de Jong i alle tre discipliner, både individuelt og i holdkonkurrencen. Individuelt kom han ikke videre efter indledende runde i fleuret, mens han nåede semifinalen i kårde. I sabel vandt han sin første individuelle OL-medalje, da han med seks sejre i finalerunden akkurat var bedre end Oreste Puliti fra Italien på fjerdepladsen. Hollænderne vandt ingen kampe i holdturneringen i fleuret, mens to vundne kampe i kårde ikke var nok til at komme i finalen. I kårde kæmpede holdene alle mod alle, og med sejre i fem af syv kampe vandt hollænderne her igen bronze.
Ved OL 1924 i Paris nåede de Jong anden runde i fleuret individuelt og i sabel nåede han finalen, hvor han med fire sejre endte på femtepladsen. Han var faktisk meget tæt på at vinde guld i denne disciplin, idet han i matchen mod den senere guldvinder, Sándor Pósta, førte klart, men forstyrrelser fra publikum distraherede dommerne, så de ikke så en træffer fra de Jong, der kunne have givet ham sejren. I stedet kæmpede Pósta sig tilbage og vandt matchen. De Jong deltog desuden i holdkonkurrencerne i alle tre discipliner. I fleuret kom hollænderne ikke videre fra første runde, og i kårde blev kvartfinalen endestationen. I sabel vandt holdet alle kampe i indledende pulje, vandt den ene kamp i kvartfinalen, hvorpå sejr over franskmændene i semifinalen bragte hollænderne i finalen. Her blev det til nederlag til italienerne og ungarerne, mens sejren over Tjekkoslovakiet indbragte hollænderne bronzemedalje, de Jongs femte af slagsen. Ved dette OL var de Jong hollandsk fanebærer ved åbningsceremonien.
De Jong deltog i sit sidste OL i 1928 på hjemmebane i Amsterdam, hvor han deltog i kårde og sabel. I den individuelle kårdekonkurrence kom han ikke videre fra indledende pulje, mens han i sabel nåede finalen, hvor hans fire sejre gav ham en niendeplads. I holdkonkurrencerne blev det i både kårde og sabel til en semifinaleplads til hollænderne og en delt femteplads.
De Jong vandt ti hollandske mesterskaber i perioden 1910-1928 og blev to gange verdensmester i sabel individuelt, henholdsvis 1922 i Oostende og 1923 i Den Haag; ligeledes ved VM i 1923 vandt han sølv i kårde.
Han var artillerist i militæret og nåede en rang som major. Efter tiden i hæren blev han indehaver af en indonesisk restaurant i Den Haag.